# Slaget vid Raseiniai
Slaget vid Raseiniai var en stridsvagnsstrid som utkämpades mellan delar av 4. Panzerarmee under befäl av general Erich Hoepner och den 3:e mekaniserade kåren, under befäl av generalmajor Kurkin & den 12:e mekaniserade kåren, under befäl av generalmajor Shestapolov, i Litauen 75 km nordväst om Kaunas, i ett försök av befälhavaren för Nordvästfronten, Kuznetsov, att fånga in och förinta de tyska trupper som hade passerat floden Njemen. Resultatet blev den nästan fullständiga förintelsen av de sovjetiska pansartrupperna inom Nordvästfronten, vilket banade väg för den fortsatta tyska offensiven mot floden Daugavas korsningar. Detta var ett av de största striderna under de inledande faserna av Operation Barbarossa.